# Isosaari (ö i Finland, Lappland, Tunturi-Lappi, lat 67,90, long 24,11)
Isosaari är en ö i Finland. Den ligger i sjön Jerisjärvi och i kommunen Muonio i den ekonomiska regionen  Fjäll-Lappland  och landskapet Lappland, i den norra delen av landet, 900 km norr om huvudstaden Helsingfors. Öns area är 3,97 kvadratkilometer och dess största längd är 3,7 kilometer i nord-sydlig riktning.